# 弗朗什-孔泰
弗朗什-孔泰大区（法語：Franche-Comté，法語發音：[fʁɑ̃ʃ kɔ̃te] ⓘ，本意为“自由伯国”）是法国東部一個已被合并的大區，東鄰瑞士。下有杜省 (25)、汝拉省（39）、上索恩省 (70)、貝爾福地區 (90)。
其领土大致相当于前塞奎尼亚，然后是前勃艮第伯国（也被称为弗朗什勃艮第伯国）。与邻国洛林和阿尔萨斯一样，它的历史通过神圣罗马帝国与日耳曼世界紧密相连，近650年来，它一直是勃艮第行政圈的一部分。弗朗什-孔泰位于更广泛的欧洲的中心，与瑞士接壤，非常靠近德国，贝尔福特地峡直接通往德国，这使得东部的日耳曼世界和西部的法兰西王国之间长期存在直接联系。
2016年1月1日，弗朗什-孔泰大区与勃艮第大区合併为勃艮第-弗朗什-孔泰大區。

## 名称
该地区的名称来源于勃艮第的弗朗什孔泰，其中孔泰Comté在古法语中是阴性词。弗朗什-孔泰这个名字直到1478年才正式出现。早些时候，我们谈到了勃艮第伯国。传统上，勃艮第伯爵雷诺三世（1126-1148）拒绝向德意志皇帝康拉德三世（1093-1152）致敬，这为他赢得了“自由（Franc）-伯爵（Comté）”的绰号，这可能是弗朗什·孔泰这个名字的起源。然而，历史学家奥古斯特·卡斯唐（Auguste Castan）指出，直到1366年，官方文件才提到这个名字，更重要的是，它以“France-Comté”的形式出现，这是勃艮第女伯爵玛格丽特一世首次使用的术语。15世纪，官方法案在佛兰德斯签署，其中“c”发音为“ch”，这解释了“Franche Comté”一词的起源。另一个起源可能是，该地区在1026年成为德意志帝国的一部分后，是一块自由土地，即对德意志帝国免征关税。今天，通用名称“Comté”是阳性，但仍被称为Franche Comté或简称Comté。
在其遥远的过去，今天的弗朗什-孔泰地区根据时代有许多名称和名称。古代的塞奎尼亚、上勃艮第（Haute-Bourgogne）、跨汝拉勃艮第，直至上勃艮第（Bourgogne supérieure）和中世纪的勃艮第伯国。这些名称在文艺复兴时期仍然存在，并在17世纪随着“勃艮第的弗朗什-孔泰”一词的发展而演变，1678年法国吞并后成为弗朗什-孔泰。

## 地理

### 位置
由于其位于欧洲中部和法国东部，弗朗什-孔泰是人类和经济运动的必经之地。事实上，该地区与瑞士有230公里长的边界，也非常接近两个主要的欧洲国家：德国和意大利。

### 地形
弗朗什-孔泰地区提供了各种各样的地形和自然景观。该地区东部多山。它主要是汝拉山的所在地，与瑞士接壤，北端是孚日山脉的一小部分（阿尔萨斯圆顶峰的一部分位于弗朗什-孔泰）。向西，地形逐渐减缓，形成两个高原，分别通向杜河谷和索恩河谷。三座主要山峰是汝拉山1495米的克雷佩拉山、杜省1463米的金山和贝尔福地区省1247米的阿尔萨斯圆顶峰。朱拉山的最高峰位于瑞士或安省。

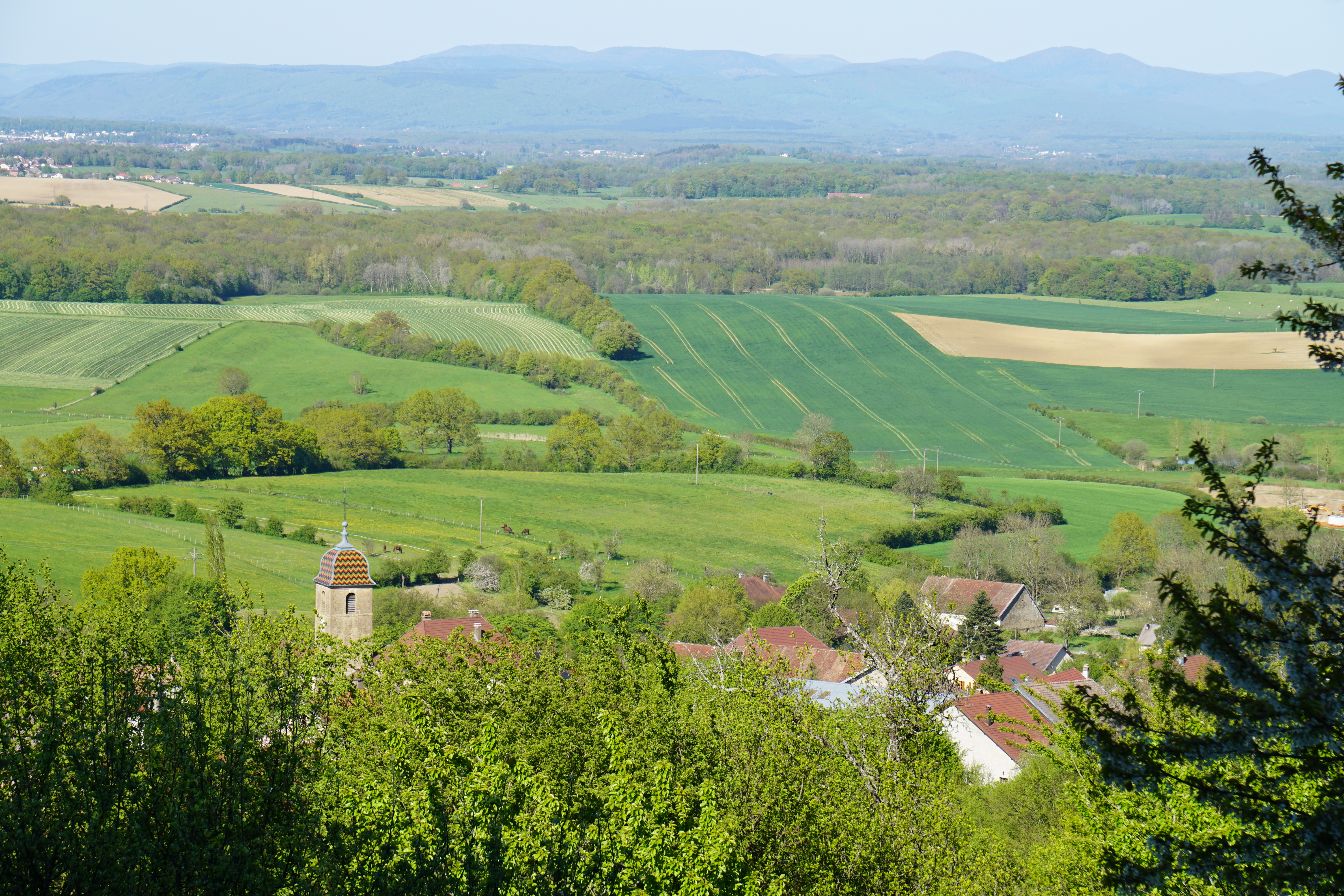
索恩孚日山脉

### 地质
该地区的东北部以华力西山系的孚日山脉为标志，整个北部被表观平原占据，其底土富含粘土和砂岩。东南部以侏罗纪平原和高原为标志，富含砂岩、彩虹泥灰岩、白云石和石膏。第三纪和第四纪的洼地标志着该地区的中西部和贝尔福地区省的东部。
许多资源被人类利用。盐是在汝拉省、杜省和上索恩省下方的含盐盆地中提取的。四个省都有金属矿。最后，该地区基于三个煤矿床：南部的汝拉煤矿盆地和北部的杂色岩和下孚日斯特法尼煤矿盆地；其中大部分尚未开发。16世纪至20世纪，在上索恩省、杜省和贝尔福地区省出现了矿山，其中最重要的是隆尚煤矿。上索恩省的底土还包含一个可追溯到托阿尔期的上索恩油页岩矿床。

### 水文
该地区有5,350公里的水道，其中4,549公里可以捕鱼，320公里可以通航。该地区的主要河流有索恩河、安河、屈桑斯河、杜河、卢河、奥尼翁河、比耶讷河、瓦卢斯河、叙朗河、塞耶河、埃里松河、萨武勒斯河、奥特吕什河、阿莱讷河或和利松河。有不少于80个湖泊，如莱鲁斯湖、沙兰湖、韦尔努瓦湖、拉穆拉湖、韦夫尔湖、圣普安湖（法国第三大天然湖泊）、勒莫赖湖、邦利厄湖、纳尔莱湖和著名的武格朗湖，这是法国第三大人工水库，拥有6.05亿立方米。在索恩孚日地区，有一个千塘高原。

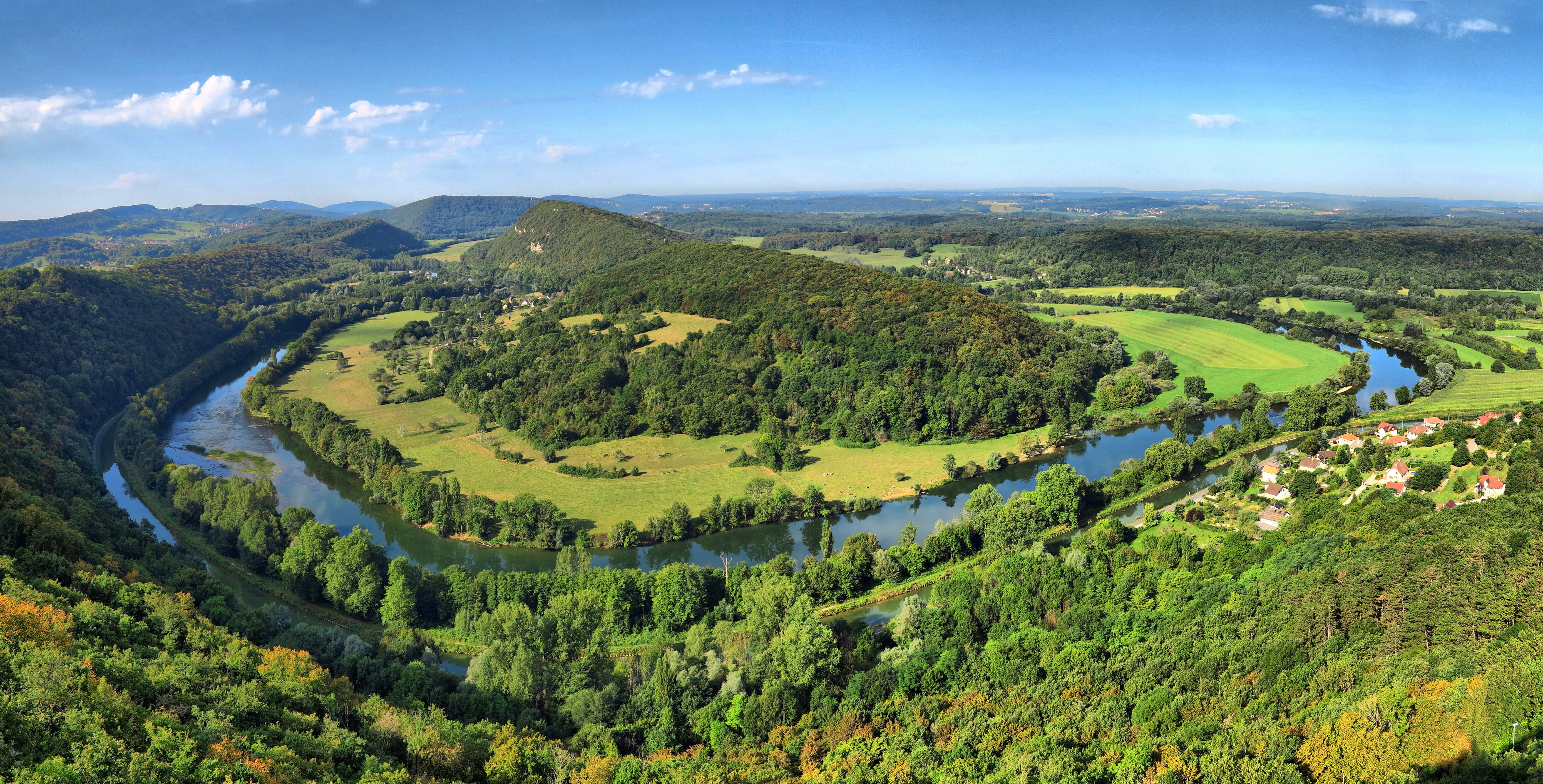
流经朗斯奈的杜河

### 环境和生态
在其43%的区域领土上，即705,000公顷，有大片山毛榉、栎树和冷杉林，其中一些可以高达50米。欧洲云杉和银冷杉是汝拉山区的标志性树木，它们的软木地块使其成为欧洲最大的冷杉树。它拥有超过70万公顷的森林，是欧洲最大的冷杉林。肖森林是法国第二大落叶林，面积超过22,000公顷。
两种主要类型的生态系统在弗朗什-孔泰占主导地位：森林生态系统和水生生态系统（湖泊/池塘/泥炭地），它们为高生物多样性提供了避难所，包括许多鸟类、鹿、野猪、松鼠和欧洲野猫。大松鸡、红鸢、猞猁，最后还有羚羊的回归，是保护和恢复该地区自然栖息地的象征。该地区的一些地区有时会遇到成群的田鼠。
与其他地区相比，森林破碎和生境破碎化较少，但确实存在。
弗朗什-孔泰主要是一个丘陵和高原地区，除了索恩河谷或多勒平原之外，几乎没有真正平坦的区域，除了孚日山脉的大片森林斜坡、上汝拉的明显山峰或杜河和卢河峡谷之外，几乎没有真正崎岖的区域。与其他地方一样，人类对土地的占用和开发有助于塑造这些景观：汝拉山的森林草地、千塘的分散栖息地、格雷平原或沃苏勒石灰岩高原的良好分组栖息地……上索恩省、杜省和汝拉省的城市规划和环境建筑委员会为这三个省确定，不同的景观单元受到设备部建议的方法（景观地图集方法-DAUE 1994）和空间规划和环境部景观摄影观测站工作的启发。景观单元对应于连贯的地理实体，考虑到景观的不同现实，特别是地形、水文和土地利用的所有特征。这项工作确定了27个景观单元，直至139个子单元。
弗朗什-孔泰由15个自然区域组成：贝桑松、格雷、沃苏勒、吕尔、贝尔福、蒙贝利亚尔、多勒、索恩孚日山、汝拉葡萄园、湖泊和小山（部分）、莱维尔蒙（部分）、布雷斯（部分）、钟表匠地区、上杜和上汝拉。

### 交通运输的轴心
由于其位于欧洲心脏地带，莱茵河-罗讷河轴线上，与瑞士接壤，靠近两个主要欧洲国家德国和意大利，弗朗什-孔泰是一个过境地区。
弗朗什-孔泰公路网相当发达，A36（孔泰高速）位于连接德国和阿尔萨斯与里昂以及更远的马赛的轴线上。这条高速公路服务于该地区最重要的城市贝尔福、蒙贝利亚尔、贝桑松和多勒。A39通过隆斯勒索涅连接第戎和布雷斯地区布尔格。省道贯穿整个孔泰地区。

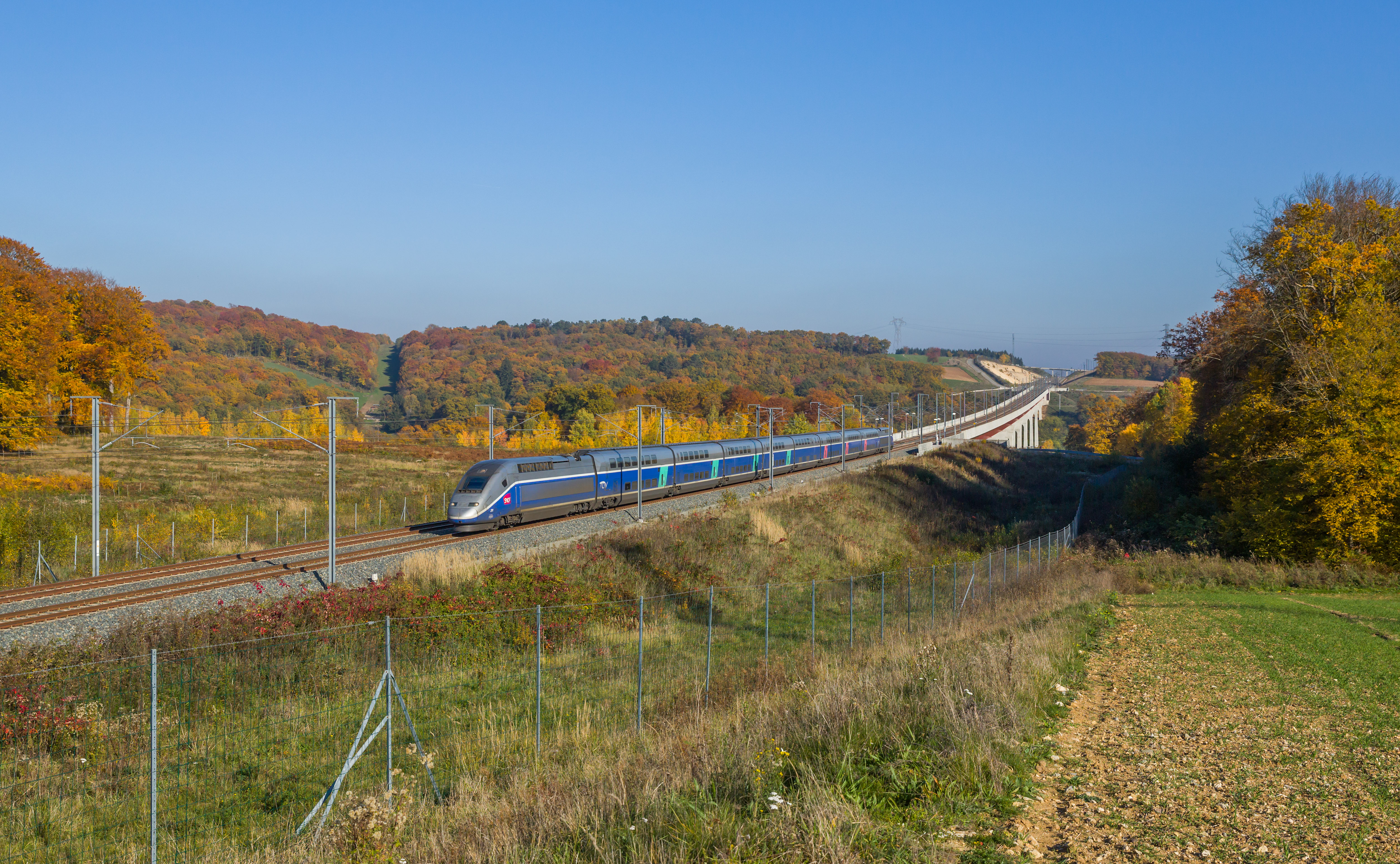
莱茵河-罗讷河高速铁路上的法国国铁TGV Duplex列车

弗朗什-孔泰由勃艮第-弗朗什-孔泰大区际列车铁路网覆盖。铁路网络也沿类似路线（米卢斯-第戎线或斯特拉斯堡-里昂线）构建。领土其他地区的公共交通供应较少，有时根本不存在。随着2011年莱茵河-罗讷河高速铁路的落成，该地区修建了两个新车站，贝桑松-弗朗什-孔泰TGV站和贝尔福-蒙贝利亚尔TGV站。2011年，莱茵河-罗讷河高速铁路东支线第一阶段的调试大大缩短了行程时间。贝尔福和巴黎（里昂车站）之间的行程时间从3小时减少到2小时30分钟，贝桑松和巴黎之间从2小时30分钟减少到2小时，贝桑松和里昂之间从2小时20分钟减少到1小时55分钟，贝桑松和斯特拉斯堡之间从2个小时30分钟减少到1个小时40分钟。与此同时，贝桑松和贝尔福之间的连接也从1小时15分钟减少到25分钟。该地区共有六个TGV车站。
河流网络也位于与罗讷河—莱茵河运河相当的轴线上（从该地区东北部到西部）。
该地区由唯一的多勒汝拉机场提供服务，该机场每年接待超过10万名乘客。缺乏大型机场结构的原因是与TGV在国内交通方面的竞争，以及靠近国际机场，从该地区很容易到达。事实上，该地区北部靠近巴塞尔-米卢斯-弗赖堡欧洲机场，距离贝尔福约65公里，而该地区南部靠近日内瓦国际机场，距莫雷仅50公里。

## 历史

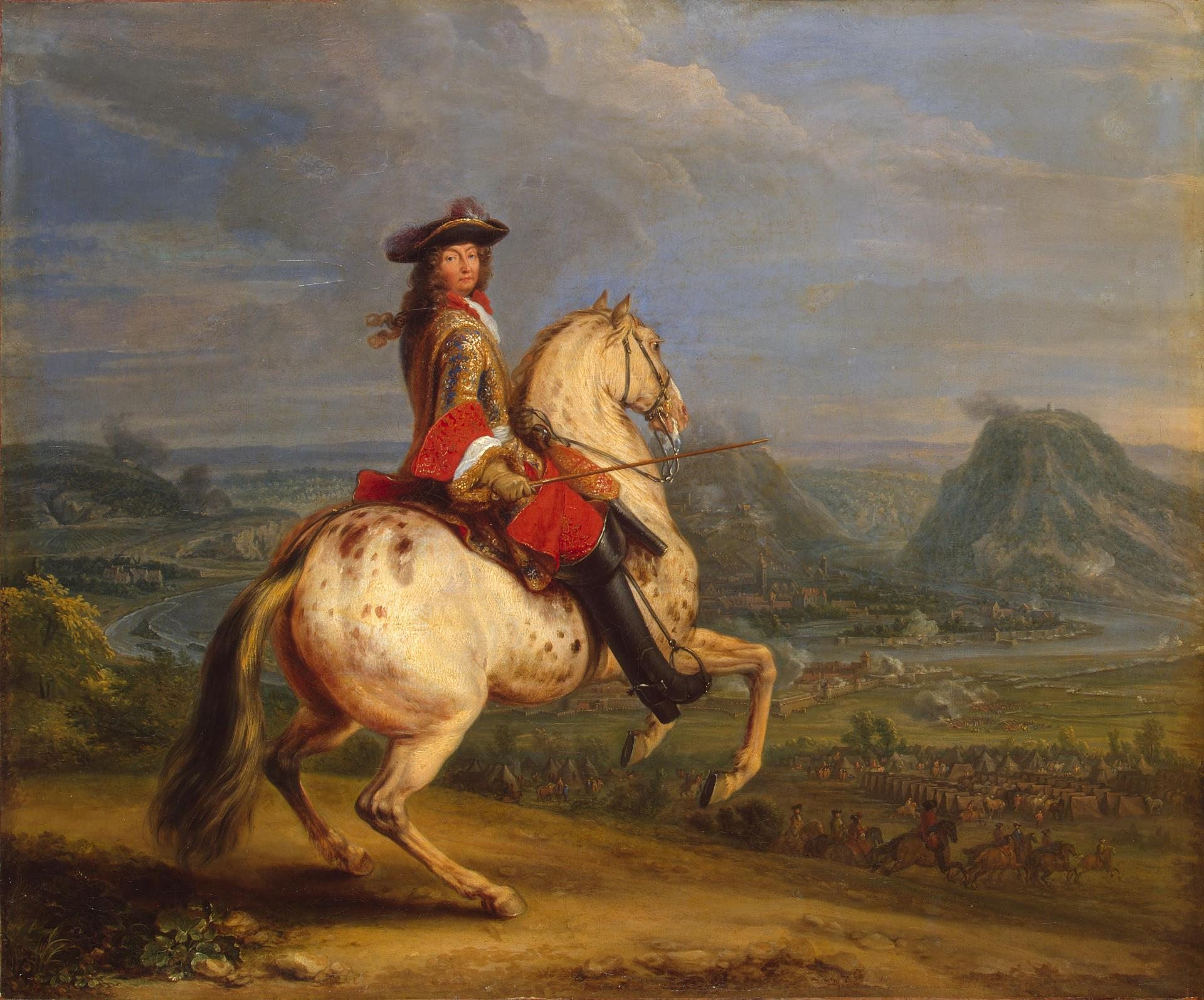
路易十四在贝桑松

旧石器时代晚期有人居住，现在的弗朗什-孔泰地区自古以来就相对统一。它最初是[塞夸尼人]]的领土，在维钦托利失败后被罗马统治，在民族大迁徙后被勃艮第人短暂占领，534年被法兰克人吞并。查理大帝去世后，该地几次改变了自己的主权，成为勃艮第王国、神圣罗马帝国、勃艮第国或法兰西王国的一部分，并由哈布斯堡家族的西班牙国王拥有。勃艮第土地（除了现在的蒙贝利亚尔领地）由勃艮第的奥特-威廉（Otte Guillaume）吞并，他于981年左右成为第一任勃艮第伯爵。这是弗朗什-孔泰的出现证明，但直到1678年《尼美根条约》（Treaty of Nimègue），弗朗什-孔泰在路易十三（Louis XIII）领导的可怕的“十年战争”（1635-1644年）中第一次尝试吞并后才成为法国领土，在这场战争中，当时一半以上的孔泰人丧生。

### 史前到古代
在索恩河上游山谷、孚日山脉南坡、贝尔福峡谷、西部边界和汝拉山高原发现了约70万年前人类活动的迹象。这些人凿石头，用燧石或骨头制作武器，住在洞穴里。在博姆莱达姆附近的韦尔格拉讷也发现了一颗有40万年历史的儿童牙齿。这些发现证明了旧石器时代晚期人类在今天的弗朗什-孔泰地区的存在。

### 中世纪

在843年的凡尔登条约中勃艮第被分割成两个部分，西部归秃头查理（红色），东部归洛泰尔一世（绿色）

1477年大胆查理死后只留下一个女儿：20岁的勃艮第的玛丽，她成为强大的勃艮第国家的部分继承人。他的父亲给了他一个横跨荷兰和两个勃艮第（公国和伯国）的国家，但是一个处于战争状态的国家，最重要的是一个没有统一的领土。法国国王路易十一宣布勃艮第公国与法兰西王国合并，这是为男性继承人保留的特权，并借此机会占领两个勃艮第。他还提议勃艮第的玛丽与他的太子查理结婚。但玛丽拒绝与她父亲最大敌人的儿子联合，他比她小十三岁。她更喜欢一个更强大的丈夫：奥地利的马克西米连一世，哈布斯堡王朝的继承人，未来的神圣罗马帝国皇帝。
通过1477年8月19日庆祝的这一联姻，玛丽为她的国家找到了一个很好的保护者。但路易十一并不打算轻易放弃他的征服。它首先合法地吞并了勃艮第公国，因为它是一个皇家阿帕纳日，不能传给女性；因此，他很自然地成为了法兰西王国领地。然而，他对帝国的封地弗朗什-孔泰没有权利。在人民的跟随下，孔泰贵族决起：王家军队被迫越过索恩河。路易十一愤怒地再次进攻。他烧毁了多勒，其他城镇也遭遇了同样的命运，近百座城堡被夷为平地。1482年，勃艮第的玛丽死于一场狩猎事故。她为她的国家（勃艮第伯国和低地地区）留下了两个继承人：她的儿子腓力一世（Philippe le Beau），他继承哈布斯堡帝国，她的女儿玛格丽特（Marguerite）。为了更好地确保他的计划，路易十一争取让他的儿子未来的国王查理八世和年轻的玛格丽特之间联姻。婚姻的承诺得到了《阿拉斯条约》的确认，该条约赋予法国一个战败的弗朗什-孔泰。但在父亲去世后，查理八世更愿意迎娶布列塔尼的安娜，她是布列塔尼公国的继承人（1491年）。马克西米连一世因这一毁约侮辱而愤怒，他开始重新征服弗朗什-孔泰。查理八世对意大利有更强烈的野心，因此他甚至同意根据1493年签署的《桑利斯条约》放弃勃艮第伯国。事实上，王家军队被桑利斯和阿尔布瓦的民兵赶出了孔泰的土地。该省正在得到加强。

### 近代
1678年《尼美根条约》将弗朗什-孔泰并入法兰西王国，成为税务局的“外国省份”。作为一个盐和烟草生产国，它形成了阿尔萨斯、瑞士和王国内陆之间许多商品和商品走私的中心。
虽然1668年的第一次征服很容易，但1674年的第二次征服发现当局和人民处于戒备状态。弗朗什-孔泰是在违背部分居民的意愿下被征服的，他们依附于他们的自然统治者西班牙哈布斯堡王朝，在哈布斯堡的统治下，该省经历了真正的独立。抵抗是激烈的，特别是在福科涅，1674年7月4日被攻陷抢劫，其城墙被卢福瓦侯爵下令夷为平地。一些贵族离开了这个国家，继续为西班牙哈布斯堡王朝服务，或者前往投靠奥地利哈布斯堡王朝。
法国政府必须长期记住这些困难，提醒人们必须避免在弗朗什-孔泰对贵族犯下的错误。然而，正如莫里斯·格雷塞（Maurice Gresset）和让·弗朗索瓦·索尔农（Jean-François Solnon）所表明的那样，随着卖官鬻爵的倍增和报复，资产阶级迅速进入了法国的行政体系。

### 19世纪
法兰西第一帝国垮台后，弗朗什-孔泰与孚日省、蒙贝利亚尔亲王国和波朗特吕一起建立了一个缓冲区：弗朗什-孔泰国。在巴登人、法国军队前军官安德洛男爵（Baron d'Andlaw）的领导下，这个小国由联军短暂建立（1814年1月27日至6月6日），首都为沃苏勒。

### 20世纪和21世纪
2016年1月1日，弗朗什-孔泰大区与勃艮第大区合并，成为新的勃艮第-弗朗什-孔泰大区。

## 人口
弗朗什-孔泰地区有四个省，杜省是人口最多的省（548,662人），但贝尔福地区省人口最稠密（230人/km2）。
2022年，这四个省的总人口为1,181,069人。1990年至1999年期间，人口增长率约为每年0.20%，1999年至2009年期间为每年0.45%。从人口统计学的角度来看，弗朗什-孔泰相对集中，一边是高地和相对“空”的盆地，点缀着一些村庄和小城镇，另一边是大型人口盆地。在北部，贝尔福和蒙贝利亚尔吸引区共有313,752名居民，贝桑松吸引区有279,191名居民，占该地区人口的一半。贝桑松是当地最大的城市群，拥有138,691名居民，其次是蒙贝利亚尔（113,057名居民）和贝尔福（79,364名居民）。

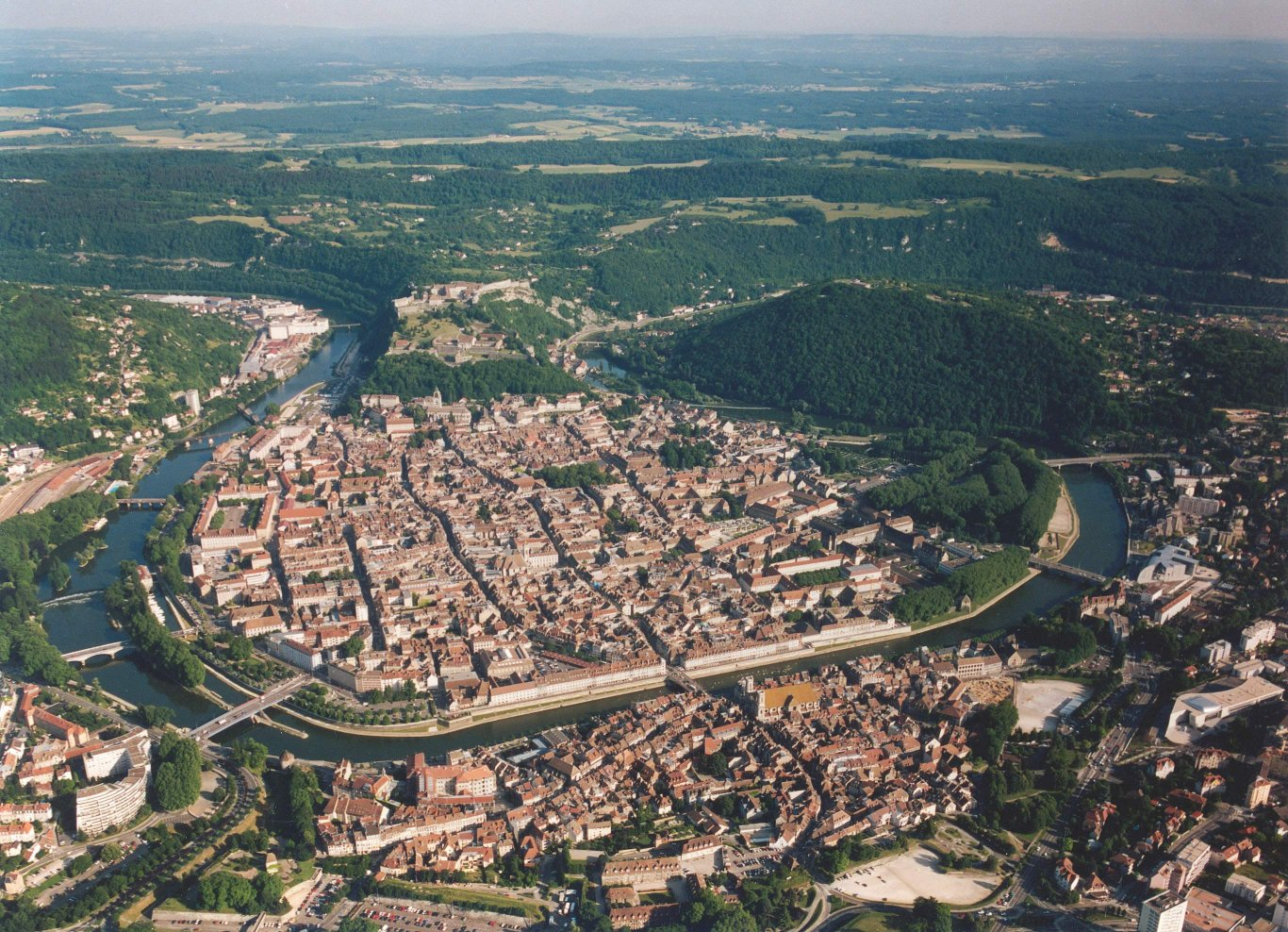
贝桑松，当地第一大城市

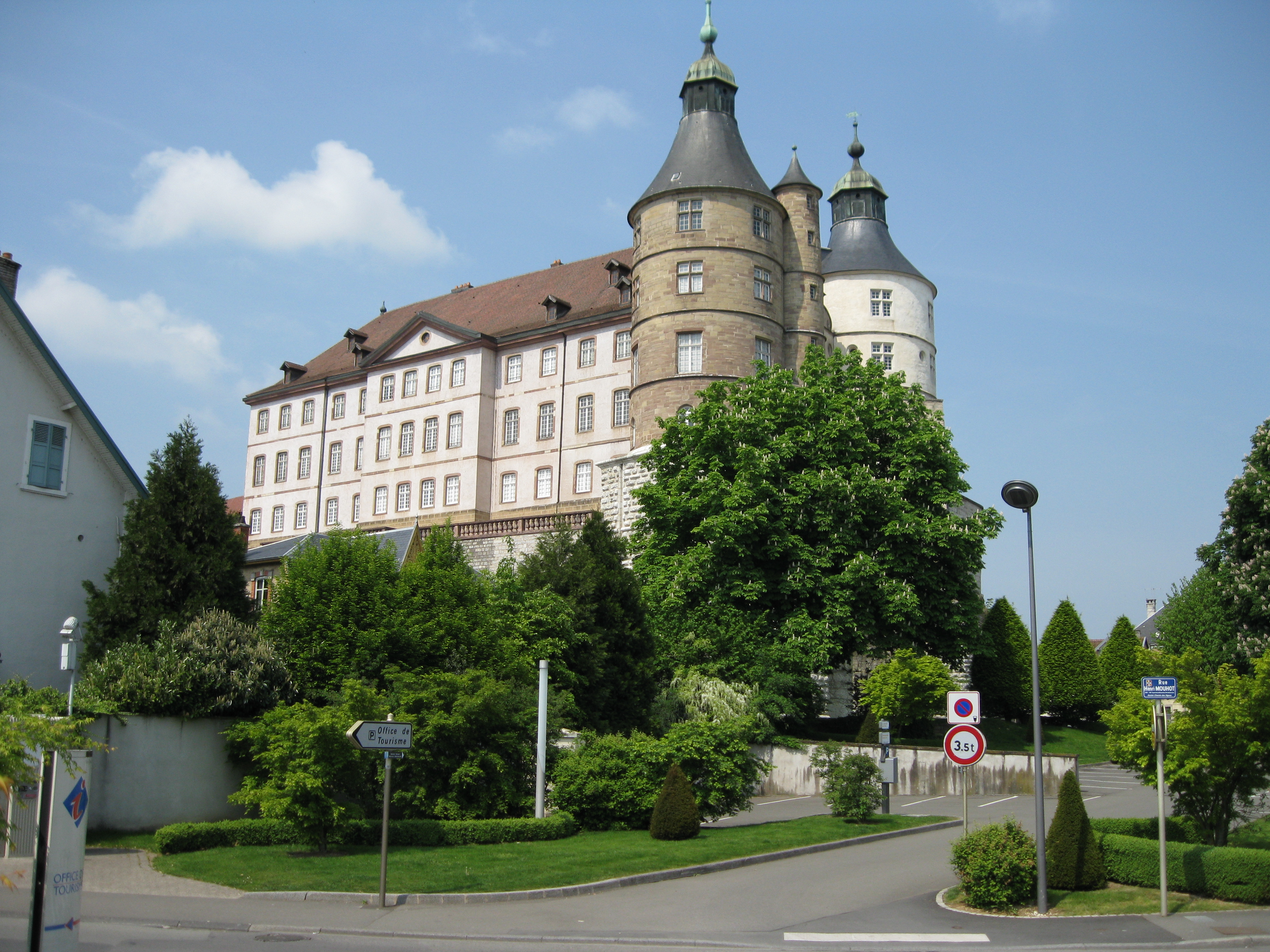
蒙贝利亚尔，当地第二大城市

从市镇角度看，只有贝桑松的人口超过了10万，为116,775人。

### 移民
1999年，弗朗什-孔泰有65,541名移民，其中三分之一是购置房产的法国人。当地居民的5.9%是外国移民，而全国为7.4%。尽管自1975年以来，法国大都市的移民比例保持稳定，但该地区下降了1.4个百分点。尽管贝尔福地区是人口最少的地区，但它仍然是唯一一个移民平均人数与法国相当的地区。移民主要集中在贝桑松、贝尔福和蒙贝利亚尔等大城市。
代表性最高的五个原籍国是摩洛哥（15.7%）、阿尔及利亚（14.1%）、葡萄牙（13.9%）、意大利（12%）和土耳其（10.6%）。仅他们就占弗朗什-孔泰移民的近2/3。来自前南斯拉夫的移民比例也很高：4.8%，而全国只有1.7%。
20世纪初的第一批移民潮起源于欧洲：意大利人早在20世纪20年代就第一批抵达该地区，然后是波兰人。葡萄牙人的到来较晚，仅在20世纪50年代末，但直到20世纪70年代，他们的人数急剧增加。马格里布人在第二次世界大战结束时抵达，几乎完全由阿尔及利亚人组成；摩洛哥人抵达人数很少，直到1969年，摩洛哥人抵达人数超过阿尔及利亚人。马格里布移民随后稳步下降。从20世纪70年代到80年代初，土耳其人一直保持着稳定的抵达。
1975年至1999年间，移民人口下降了14%，而法国人口增长了5.7%。因此，移民比例为5.9%，而之前为7.3%。

## 教育

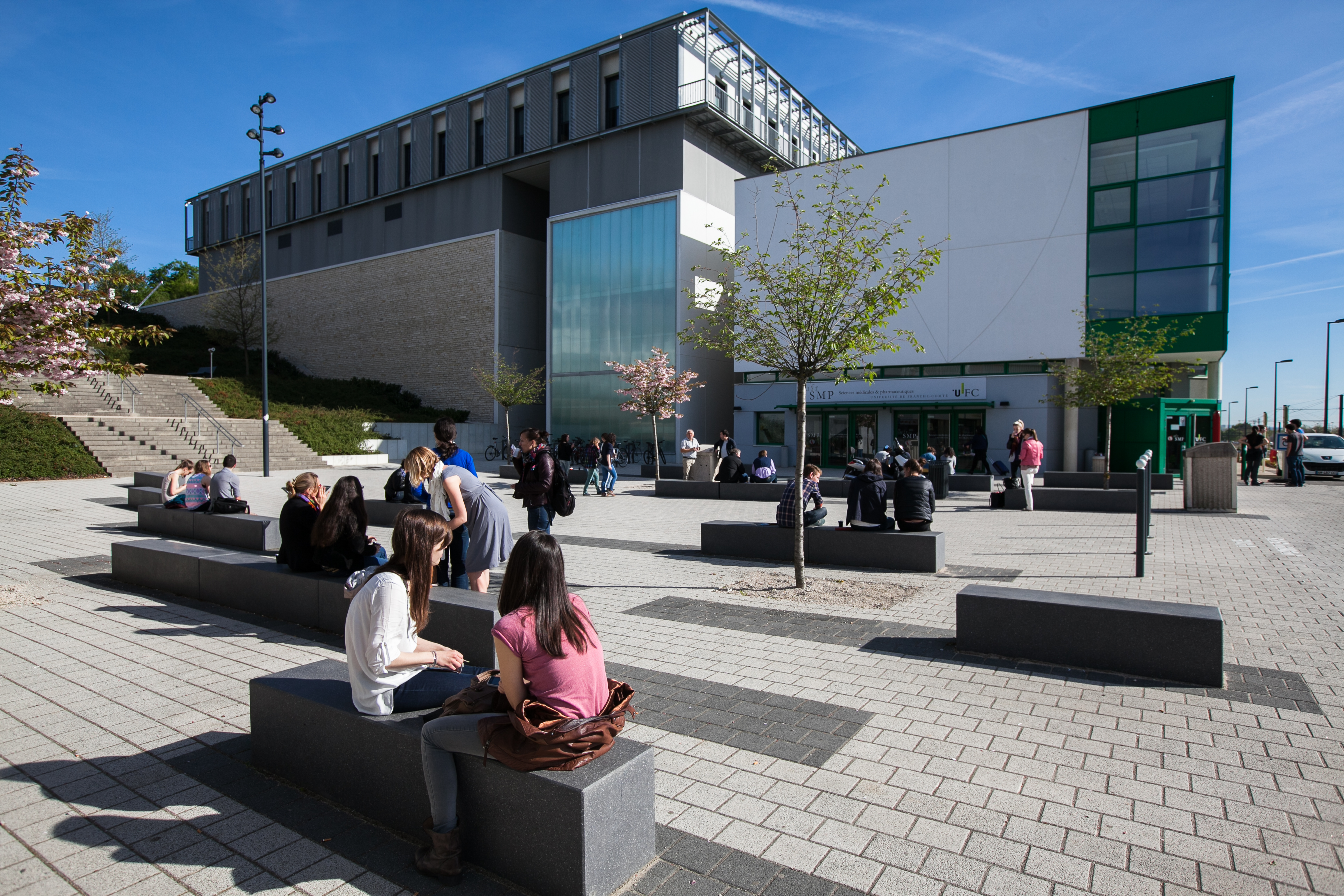
位于贝桑松普拉努瓦斯的弗朗什-孔泰大学医学院校区

2018学年开始时，共有215,178名学生在弗朗什-孔泰上学。该地区具有研究潜力。在贝桑松，有国家机械与微技术学院（ENSMM）和贝尔福和蒙贝利亚尔的贝尔福-蒙贝利亚尔技术大学（UTBM）。
弗朗什-孔泰大学主要位于贝桑松。它拥有24,000名学生，分布在六个培训和研究单位（UFR），其中五个在贝桑松，一个在贝尔福和蒙贝利亚尔，两个大学技术学院（IUT）（贝桑松-沃苏勒和北弗朗什-孔泰），920名工程系学生在ENSMM，2,550名学生在UTBM。

## 体育
该地区拥有贝桑松足球学院，面向4至13岁的年轻球员，并获得法国足球联合会的认证。

## 经济
弗朗什-孔泰的经济非常面向工业部门，工业部门占该地区国内生产总值（GDP）的五分之一。弗朗什-孔泰在其土地上拥有一些法国工业的伟大旗舰，如标致和阿尔斯通。这些机构的存在及其工业专业化使其受益于三个竞争力集群（微技术、未来车辆和塑料），其中两个集群与邻近地区共享。该地区企业成立五年后的生存率高于法国平均水平，在危机到来之前，其失业率比全国失业率低了20多年。在培训方面，弗朗什-孔泰拥有法国三所技术大学之一，以及工程学院的许多学生，与该行业在当地经济结构中的强大存在协同作用。
在环境方面，工业的重要性并不妨碍弗朗什-孔泰展示绿色区域的形象。其44%的植树造林率使其在大都市地区中排名第二，仅次于阿基坦。

### 农业
农业生产以养牛（蒙贝利亚尔牛）和奶酪生产（孔泰、金山、莫尔比耶、热克斯蓝纹奶酪、康科约特奶酪）为基础。这些奶酪中有四种是AOC奶酪。谷物（144,380公顷）和油籽（38,450公顷）的种植非常重要。该地区还拥有生产优质葡萄酒的葡萄园。弗朗什-孔泰是世界上唯一一个生产五种截然不同的葡萄酒的葡萄酒产区：红葡萄酒、白葡萄酒、桃红葡萄酒、黄葡萄酒和稻草葡萄酒。

### 工业
2002年人均国内生产总值为21,897欧元。2003年，法国的GDP为256亿欧元，占全国GDP的1.6%。该地区的GDP平均每年增长2%。
贝尔福-蒙贝利亚尔城市中心是与阿尔萨斯地区相关的未来卓越交通枢纽。它是弗朗什-孔泰地区的工业中心，主要用于汽车和TGV。2006年9月，标致-雪铁龙索肖（Peugeot Citroën Sochaux）是法国第一家拥有13,841名员工的工厂。它也是该地区最大的雇主。汽车被视为该行业的旗舰，标致及其其他子公司占法国产量的10%。
在贝尔福，阿尔斯通的工厂专门从事铁路生产，特别是TGV、交流发电机和工业涡轮机，以及通用电气（GE能源产品欧洲）的燃气涡轮机。
阿尔斯通位于奥尔南，该集团的工厂在那里设计和制造牵引电机，然后运往其他工厂，如贝尔福或赖什索芬，生产Régiolis列车。
贝桑松市是机械工业的真正中心。它是微技术、时频和生物医学工程的历史卓越中心，也是欧洲第一个高精度切割中心。2005年6月，该市被授予微技术领域的国家“竞争力集群”标签。

### 旅游业

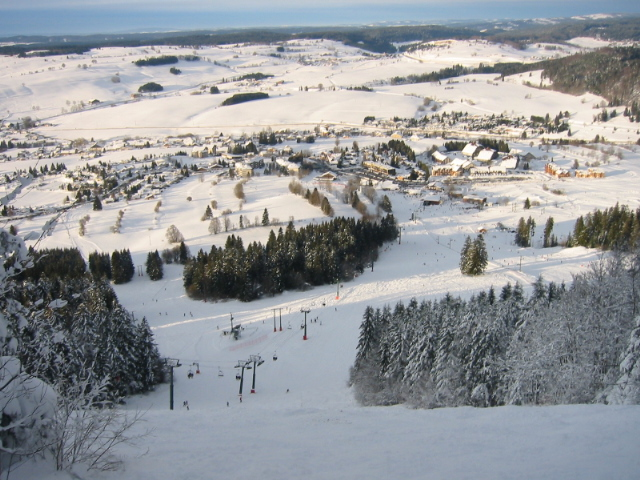
梅塔比耶度假村

在冬季，住宿集中在山区（主要是莱鲁斯和梅塔比耶度假村）。高山滑雪的位置相当小；然而，越野滑雪在许多地方都可以练习。
蒙贝利亚尔的圣诞市场在12月份也是一个重要的旅游景点。
夏季，弗朗什-孔泰为徒步旅行、公路自行车（特别是阿尔萨斯圆顶峰）和山地自行车爱好者提供了许多活动。该地区的河流和湖泊也有渔业，索恩河流域也有河流旅游。户外酒店业近40%的夜晚集中在湖区，有相对较大的营地。所有住宿加起来，近三分之二的旅游消费发生在4月至9月。
该地有五个景点每年超过10万人到访，包括贝桑松城塞、杜省恐龙公园、阿尔萨斯圆顶峰、阿尔克-瑟南的皇家盐场和贝尔福城塞。
尽管弗朗什-孔泰位于边境，但该地区仍然接待了约1.7%的法国短期和长期住宿。此外还有来自德国、英国、爱尔兰、瑞士、比利时、卢森堡、荷兰、意大利、希腊等国的游客。

## 景点

### 自然景点

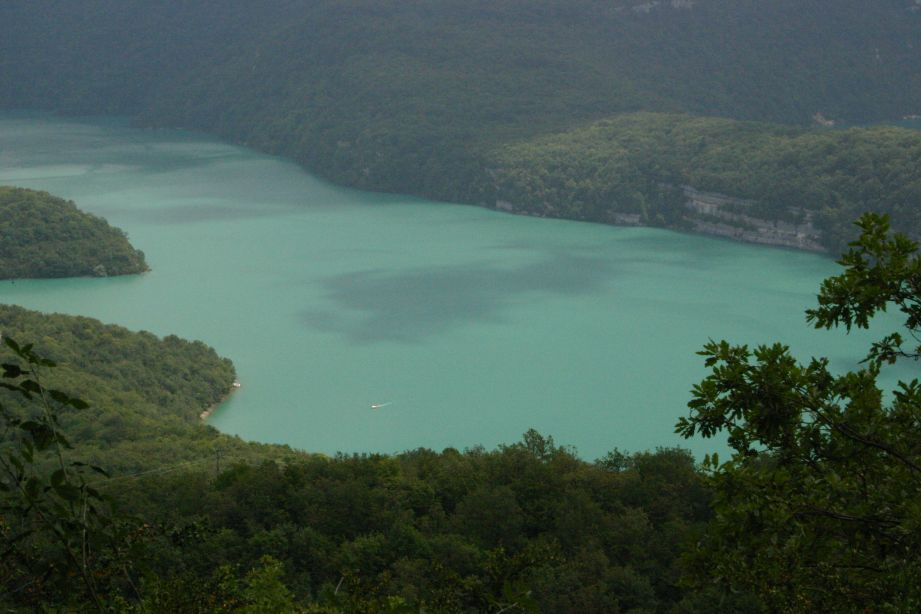
武格朗湖

- 上索恩和贝尔福地区的孚日圆顶峰地区自然公园；
- 阿尔萨斯圆顶峰，海拔1247米，位于孚日山脉南部。它位于阿尔萨斯、弗朗什-孔泰和洛林的边界，位于孚日圆顶峰地区自然公园的中心；
- 索恩孚日山脉的千池高原；
- 上汝拉地区自然公园位于汝拉山脉西南部；
- 刺猬瀑布，汝拉山最引人注目的瀑布。这些瀑布在融雪或严寒期间结冰时尤其令人印象深刻；
- 圣普安湖也被称为马尔比松湖，位于杜省。它是法国最大的天然湖泊之一。勒莫赖湖是自然保护区，毗邻圣普安湖；
- 武格朗湖，位于汝拉省。它是法国第三大人工水库，面积为6.2亿立方米，仅次于两倍大的塞尔蓬松湖（位于法国阿尔卑斯山南部）（12亿立方米）；
- 孔索拉雄冰斗，是代苏布尔河、塔布罗河和朗索河（有47米落差）的源头；孔索拉雄公园
- 许多溶洞：普德雷溶洞（法国最大的地下溶洞，也是欧洲十大溶洞之一）；奥塞勒溶洞（其自然环境、各种结晶和着色、地质现象以及历史和史前宝藏使其成为世界上最令人惊叹的溶洞之一；它也是已知最古老的旅游溶洞，与希腊的安蒂帕罗斯溶洞一起）；冰川溶洞（欧洲独一无二，夏季唯一可以看到525米高积冰的地方）……

### 文化景点

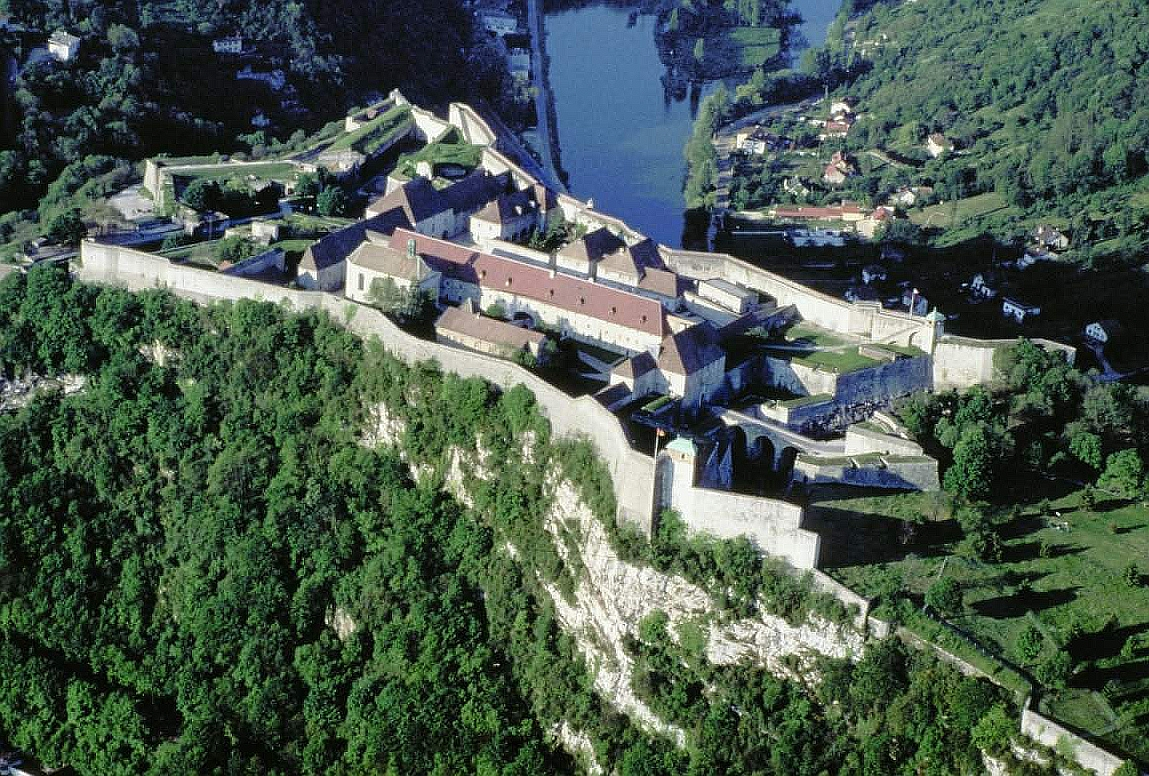
贝桑松城塞

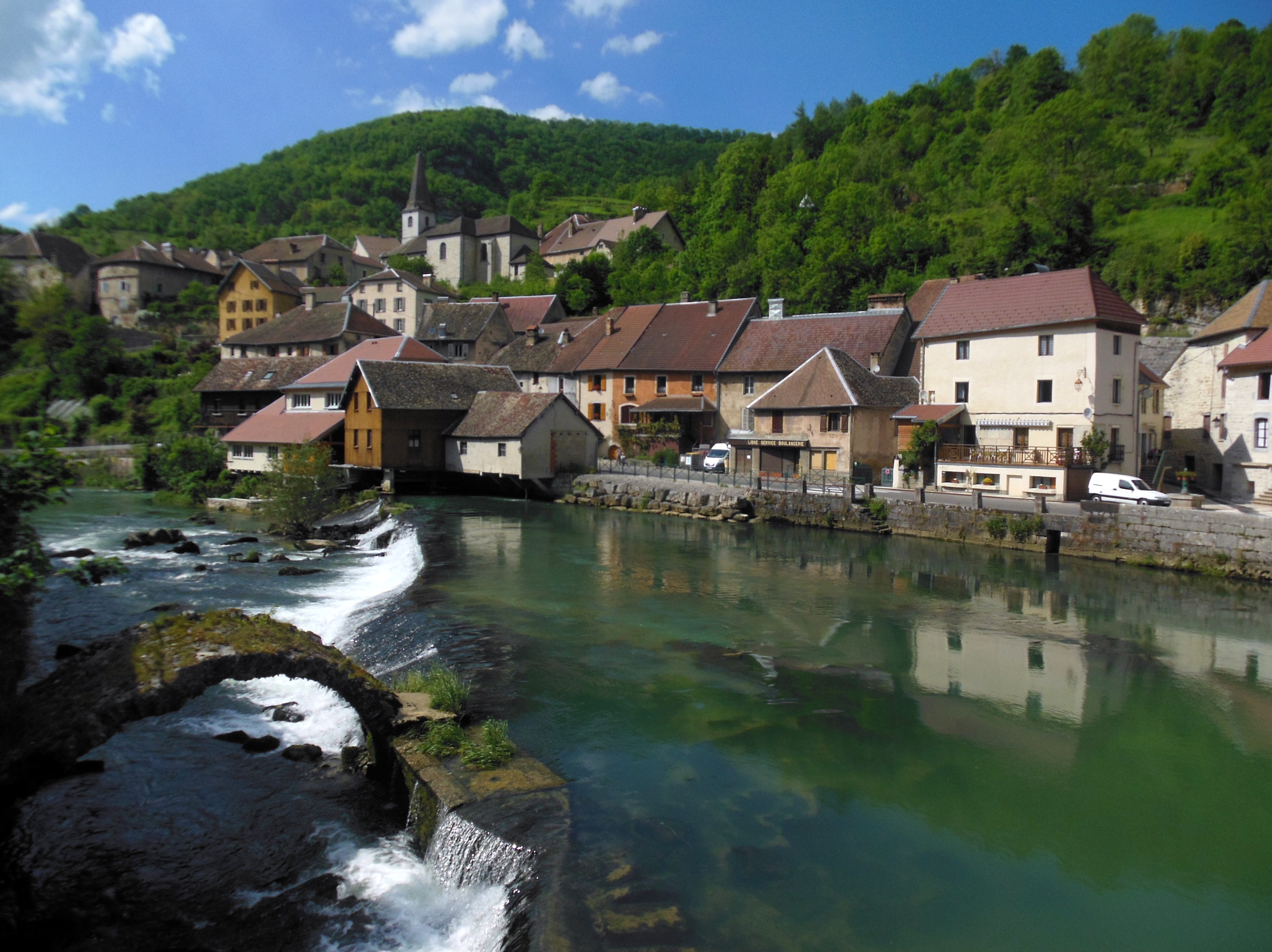
洛村，被视为法国最美丽的乡村之一

- 堡垒和防御工事在弗朗什-孔泰非常普遍。贝桑松城塞是沃邦最美丽的防御城堡之一，被联合国教科文组织列为世界遗产。还应提及茹城堡、莱鲁斯城堡、蒙贝利亚尔城堡或贝尔福及其地区的防御工事；
- 一些建筑证明了该地区的热历史：吕克瑟伊莱班的温泉浴场、隆勒索涅的温泉浴场和贝桑松的前温泉浴场；
- 阿尔克-瑟南的皇家盐场是建筑师克洛德·尼古拉·勒杜的作品。其目的是从缺乏木材的萨兰莱班盐场的盐水中生产盐。这两处遗址都被联合国教科文组织列为世界遗产；
- 贝尔福狮子是弗雷德里克·奥古斯特·巴托尔迪的雕塑。这幅作品象征着贝尔福在1870-1871年对普鲁士军队的英勇抵抗。
- 廊香教堂由法国-瑞士建筑师勒·柯布西耶（Le Corbusier）在布尔蒙特山顶部建造，于1955年完工，被联合国教科文组织列为世界遗产；
- 格朗韦勒宫，可追溯到文艺复兴时期，由神圣罗马帝国首席顾问尼古拉·佩勒诺·德·格朗韦勒在贝桑松市中心建造；
- 许多宗教建筑，如贝桑松主教座堂、多勒圣母学院教堂、蒙伯努瓦修道院、蒙贝利亚尔的圣曼伯夫教堂和圣费罗提欧圣殿。…以及由数百座教堂组成的大型网络，展示了传统的孔泰式钟楼；
- 卢河河谷的小城镇和村庄，如奥尔南、洛村、维亚方、坎热和克莱龙；
- 许多风景如画的村庄，如阿尔莱、比塞莱日、沙里耶、丰德勒芒、阿兰托、奥热莱、贝尔瓦……

## 文化遗产

### 方言

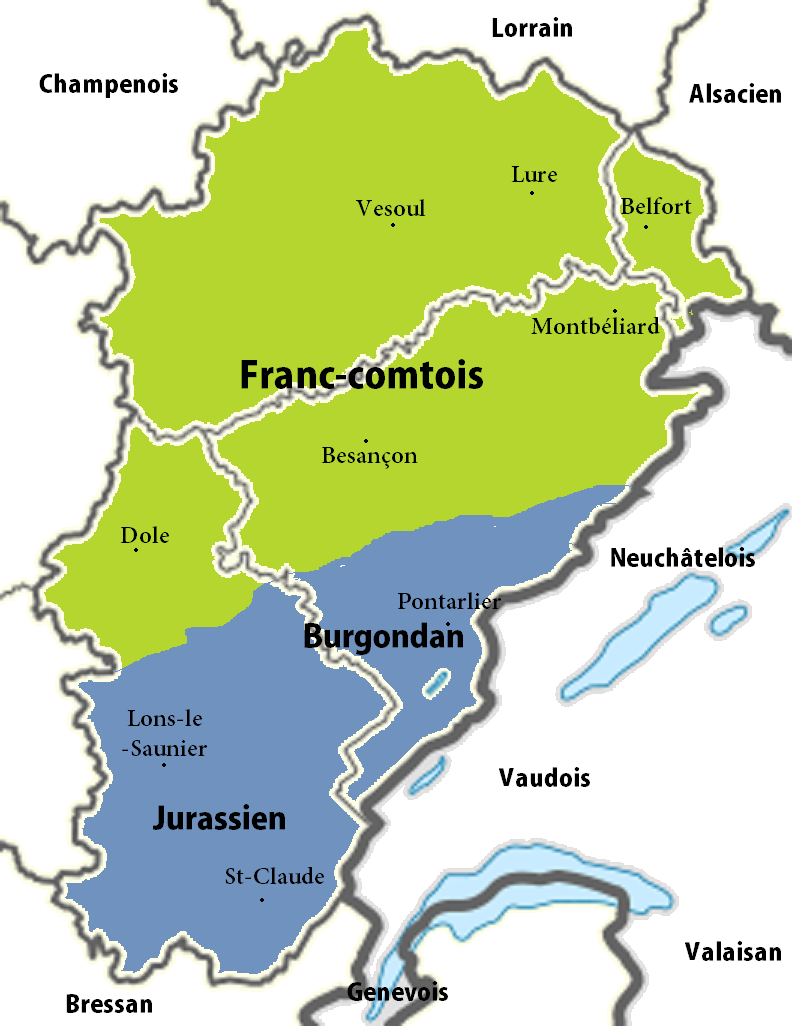
弗朗什-孔泰地区的方言分布，绿色代表奥依语方言，蓝色代表法兰克-普罗旺斯语方言

#### 弗朗什-孔泰语
弗朗什-孔泰语是一种罗曼语，属于奥依语组，主要在弗朗什-孔泰和瑞士的汝拉州使用。弗朗什-孔泰语是包括皮卡第语、瓦隆语和洛林语在内的语言组的一部分。这些语言有许多共同的特点，包括日耳曼语的影响。
该语言分布在上索恩省、贝尔福地区省、杜省北部和汝拉省北部，以及汝拉州和伯尔尼汝拉（瑞士）。阿尔萨斯上莱茵省的一小部分地区也使用这种语言。其领土南部以法兰克普罗旺斯语为界，西部以勃艮第语和香槟语为界，北部以洛林语为界。
在弗朗什-孔泰语中，弗朗什-孔泰被称为“Fraintche Comtè”。

#### 法兰克普罗旺斯语
弗朗什-孔泰南部（汝拉省和杜省南部）是法兰克-普罗旺斯语（阿尔卑坦语）领域的一部分。弗朗什-孔泰有两种独特的阿尔卑坦方言汝拉州南部三分之二的地区使用汝拉方言，而杜省南部和蓬塔利耶周围的地区使用布尔贡德方言。
法兰克普罗旺斯语（阿尔卑坦语）与奥克语和奥依语语言群一起构成了三种主要的罗曼语之一。这种语言有许多地方变体，有许多方言。整体而言，它介于奥依语和奥克语之间，形成了一个独特的罗曼语组。
自2012年以来，由于选择了盐矿艺术家比利·菲梅（Billy Fumey）参加LIET国际半决赛，对法兰克普罗旺斯语孔泰方言的兴趣重新高涨。
在法兰克普罗旺斯语方言中，弗朗什-孔泰被称为Franche Comtât（用ORB书写）。

### 建筑遗产
弗朗什-孔泰最引人注目的象征（因为它是可见的）无疑是被称为帝国圆顶钟楼的孔泰钟楼。有665座这种类型的钟楼（18世纪至19世纪中期的一般形式），它们的大小和覆盖范围各不相同。后者由寒冷和多雪地区的小木屋或金属板制成，平原上的平坦瓷砖上漆。这些瓷砖的不同明亮颜色允许获得几何图案，并使村庄彼此不同。在旧的公共建筑上也有一些釉面瓷砖屋顶的例子，例如格雷市政厅。

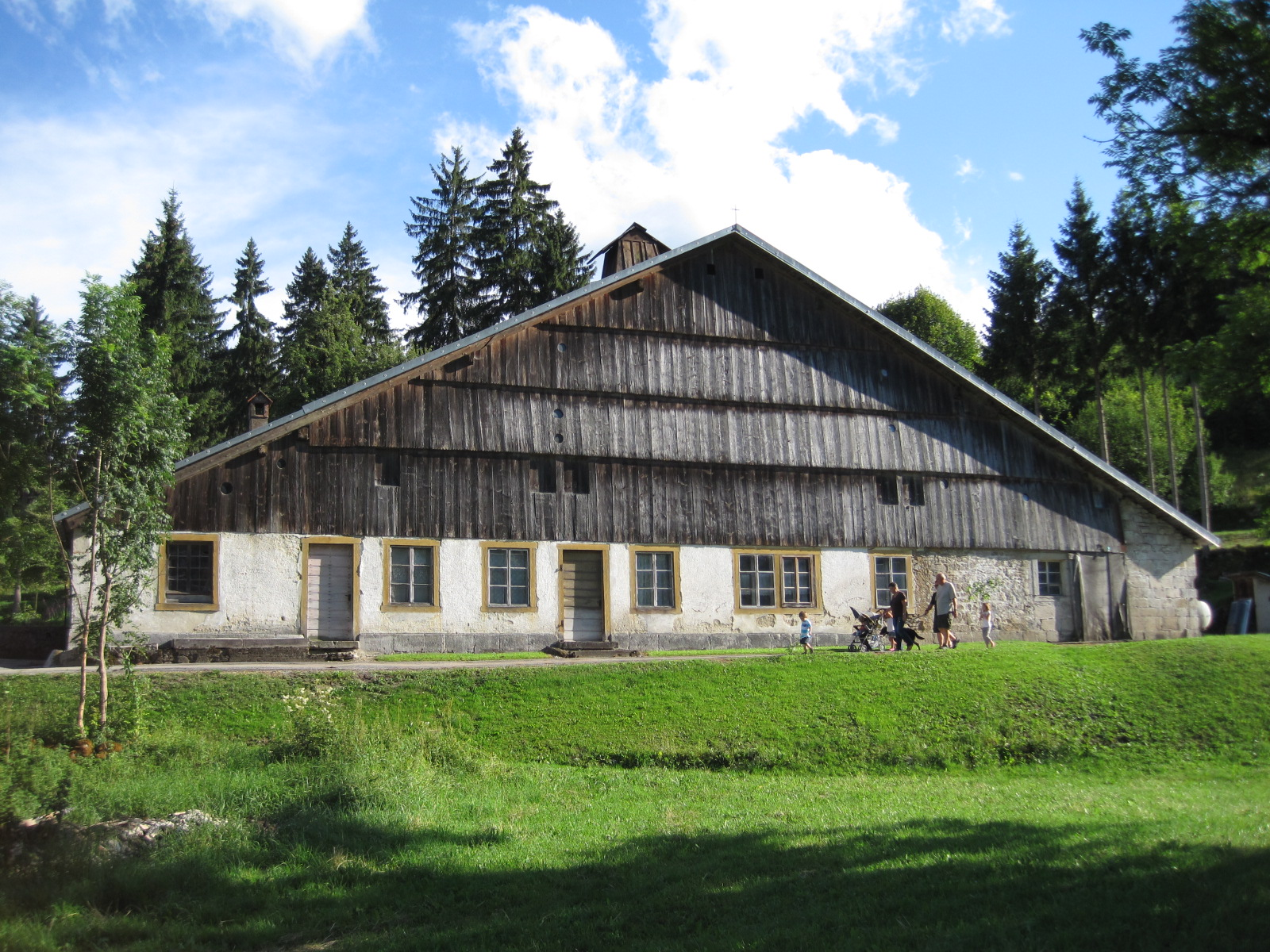
典型的孔泰式农场

tuyé农场是该地区的典型住宅。这些农场规模很大，因为它们必须在整个冬天保护人类和牲畜。屋顶上巨大的金字塔形木壁炉被称为“tuyé”，但也被称为曾经用作吸烟室的房间。

### 艺术
- 每年夏天，在8月的第二周和第三周，汝拉省风琴节。许多风琴音乐会在汝拉省被列为法国历史古迹的地点举行。
- Crèche Comtoise是一个受欢迎的剧院，展示了18世纪末的弗朗什-孔泰文化。
- 贝尔福的欧洲摇滚节。
- 格雷的翻滚索恩节。
- 贝尔福国际大学音乐节。
- 自1951年以来，贝桑松弗朗什-孔泰国际音乐节每年9月底举行。
- 沃苏勒亚洲国际电影节。
- 7月14日左右，丰德勒芒举办了33年的工艺和艺术日，参展商和烟花是该地区最大的。
- 弗朗什-孔泰爵士乐和即兴音乐节是1981年创建的爵士乐与即兴音乐节，在6月下旬举行。
- “Rencontre et Racine”音乐节是一个世界音乐节，于6月的最后一个周末在欧丹库尔举行。
- Rockalissimo音乐节是一个当代音乐节，在8月的最后一个周末举行。
- 在拉克吕斯和米茹的茹城堡举办的茹城之夜戏剧节。
- 在梅塔比耶举行的稻草节

### 饮食
弗朗什-孔泰的传统美食以当地特色菜为基础：
- 奶酪：孔泰、康科约特、金山、莫尔比耶、克莱龙、上汝拉的热克斯蓝纹奶酪等。
- 酒精和饮料：汝拉葡萄酒、稻草酒、黄葡萄酒、汝拉起泡酒、马克酒、汝拉马克酒、苦艾酒、蓬塔利耶利口酒、樱桃白兰地、龙胆酒、冷杉芽酒、蓝莓利口酒、精酿啤酒等。
- 冷菜：莫尔托香肠、蒙贝利亚尔香肠、吕克瑟伊火腿、上汝拉烟熏生火腿、莫尔托的耶稣、上杜布斯的布雷西等。
- 其他烹饪菜肴：孔泰薄饼、家庭蛋糕、孔泰鸡肉、马铃薯饼、孔泰奶酪板烧、汝拉奶酪火锅、羊肚菌皮、弗朗什-孔泰火锅、羊肚菌鸡、黄葡萄酒炸鸡、孔泰蔬菜烧肉、弗朗什-孔泰煎炒菜、炸鲤鱼、蓝/黄葡萄酒鳟鱼等。

### 民俗
- 飞龙传说在阿武德雷和穆捷欧特皮埃尔，这种龙的表亲生物激发了马塞尔·埃梅（Marcel Aymé）的小说《飞龙》。
- 索热是一个地理实体，由法国上杜省的11个市镇组成，合并为一个名为“索热共和国”的私人国家。蒙伯努瓦是政治首都，日耶是经济首都。索格共和国总面积为125平方公里。
- 孔泰圣诞剧其中的主角，是一位传奇的贝桑松理发师和酿酒师。

### 纹章
有许多弗朗什-孔泰的标志，其中许多来自该地区的各种历史文化根源（包括勃艮第、神圣罗马帝国等）：
勃根地十字旗是弗朗什-孔泰瓦卢瓦-勃艮第家族遗产的一部分。这一种纹章，作为地区性象征，经常在弗朗什-孔泰地区出现。它特别出现在多勒议会的印章上。勃艮第十字是勃艮第公爵伯爵和西班牙国王（直到2014年）的象征，可以追溯到无畏者约翰。

弗朗什-孔泰纹章

弗朗什-孔泰的盾形纹章：蔚蓝底色，镶嵌着金色方块，戴着王冠的狮子身上镶嵌着同样的金色，红色的爪子，挥舞着手臂大声咆哮。
1279年，奥东四世选择了弗朗什-孔泰的旗帜，以接近法国；随着时间的推移，它将失去这一意义，成为并保持卓越的孔泰标志。它也可以在多勒议会的印章上找到，也可以在弗朗什-孔泰的许多城镇的纹章上找到，如多勒、沃苏勒、吕克瑟伊、奥尔南……蔚蓝表示忠诚，金色表示智慧和威望，红色（Gueules）表示为国家服务的愿望。金条提醒人们孔泰地区森林的普遍存在。要成为真正的狮子，狮子必须有性别、红色的爪子和舌头以及王冠，以强调伯国的主权。
德国雕，一只银色的雕，被勃艮第第一伯爵夺回，象征是神圣罗马帝国的附庸。后来，它被弗朗什-孔泰旗上的奥东狮子取代。不过雕可以在贝桑松目前的纹章上找到。几个世纪以来，这座城市一直直接依赖于神圣罗马帝国，尽管孔泰的其他地区仍然保持自治，但该市的纹章上仍保留着黑雕（和两根红色的柱子）。
符腾堡鹿角是以符腾堡王朝为标志的历史遗产，有三个半鹿角出现在蒙贝利亚尔地区几个城镇的纹章上，让人想起这片新教土地的原始历史。
弗朗什-孔泰的座右铭是：孔泰人，投降！–不，这是我的信仰（Comtois, rends-toi ! – Nenni, ma foi），象征着孔泰人的坚韧不拔和决心。
孔泰旗帜的座右铭：无论孔泰的旗帜飘扬在哪里，无论你是谁，你都在家！
2010年，由华金·日默内（Joaquin Jimenez）雕刻的10欧元银币在弗朗什-孔泰发行。它展示了该地区的盾牌旗帜和地图。它是整个法国的法定货币。

## 名人
- 让·德·维埃纳，百年战争时期的法兰西王国将军
- 吉尔贝·库赞
- 克洛德·古迪梅尔
- 尼古拉·佩勒诺·德·格朗韦勒
- 安托万·佩勒诺·德·格朗韦勒
- 拉居宗（克洛德·普罗斯特）
- 让·布瓦万
- 路易·德·拉凡尔纳
- 克洛德·约瑟夫·鲁日·德·李尔，马赛曲的词作者
- 让-夏尔·皮舍格吕，法国大革命期间的将领
- 古斯塔夫·库尔贝，画家，曾参加巴黎公社
- 路易·巴斯德，生物学家和化学家，以巴氏杀菌法闻名